# Liste von Kirchengebäuden im Landkreis Märkisch-Oderland
Die Liste von Kirchengebäuden im Landkreis Märkisch-Oderland gibt eine vollständige Übersicht der im Landkreis Märkisch-Oderland im Osten des Landes Brandenburg vorhandenen Kirchengebäuden mit ihrem Status, Adresse, Koordinaten und einer Ansicht (Stand April 2022).

## Liste
| Ort                   | Bezeichnung                      | Lage                                                                                           | Glaubensrichtung | Bemerkungen | Außenansicht   | Innenansicht   | Denkmal-ID | Wikidata-Eintrag |
| --------------------- | -------------------------------- | ---------------------------------------------------------------------------------------------- | ---------------- | --- | -------------- | -------------- | ---------- | ---------------- |
| Alt Mahlisch          | Dorfkirche                       | Fichtenhöhe OT: Alt Mahlisch Dorfstraße (Lage)                                                 | evangelisch      | Datierung um 1300 Umbau 1723 Restaurierung 1960 |                |                | 09180259   |                  |
| Alt Rosenthal         | Dorfkirche                       | Vierlinden OT: Alt Rosenthal Straße zum Bahnhof (Lage)                                         | evangelisch      | Umbau 1697–1698 Teilzerstörung 1945 Wiederaufbau 1950 | weitere Bilder |                | 09180718   | Q101579196       |
| Alt Zeschdorf         | Kapelle                          | Zeschdorf OT: Alt-Zeschdorf Friedhofskapelle (Lage)                                            | katholisch       | |                |                |            |                  |
| Altbarnim             | Dorfkirche                       | Neutrebbin OT: Altbarnim Kleinbarnim (Lage)                                                    | evangelisch      | Datierung 1776 Umbau 1953 (Gerhard Bischof) | weitere Bilder |                | 09180264   |                  |
| Altfriedland          | Klosterkirche                    | Neuhardenberg OT: Altfriedland Fischerstraße (Lage)                                            | evangelisch      | Datierung um 1230 Umbau 1734/1750 Restaurierung 1801/1900 & 1936–1938 Teilzerstörung 1945 Wiederaufbau 1945–1950                                                               | weitere Bilder | Innenansichten | 09180263   | Q1776419         |
| Altglietzen           | Dorfkirche                       | Bad Freienwalde OT: Altglietzen Chausseestraße 88 (Lage)                                       | evangelisch      | Datierung 1853–1855 Teilzerstörung 1945 Wiederaufbau 1953 (Gerhard Bischof) | weitere Bilder |                | 09180213   |                  |
| Altlandsberg          | Maria-von-Lourdes-Kirche         | Altlandsberg OT: Altlandsberg Berliner Allee 33 (Lage)                                         | katholisch       | Datierung 1986 |                |                |            |                  |
| Altlandsberg          | Marienkirche                     | Altlandsberg OT: Altlandsberg Kirchplatz 1 (Lage)                                              | evangelisch      | Datierung 1250 Teilzerstörung & Wiederaufbau 1432/1507 Umbau 1801/1900 | weitere Bilder | Innenansichten | 09180268   | Q17326308        |
| Altlandsberg          | Schlosskirche                    | Altlandsberg OT: Altlandsberg Kirchplatz 2 (Lage)                                              | reformiert       | Datierung 1768 Umbau 1896 | weitere Bilder |                | 09180269   |                  |
| Altlangsow            | Schul- und Bethaus               | Seelow OT: Alt Langsow Altlangsow 11 (Lage)                                                    | evangelisch      | Datierung 1832 (Entwurf Karl Friedrich Schinkel) | weitere Bilder |                | 09180707   |                  |
| Altlewin              | Dorfkirche                       | Neutrebbin OT: Altlewin (Lage)                                                                 | evangelisch      | Datierung 1882–1883 | weitere Bilder |                | 09180304   |                  |
| Altmädewitz           | Dorfkirche                       | Oderaue OT: Altmädewitz Dorfplatz (Lage)                                                       | evangelisch      | Datierung 1837 | weitere Bilder |                | 09180217   |                  |
| Altranft              | Dorfkirche                       | Bad Freienwalde OT: Altranft Am Anger (Lage)                                                   | evangelisch      | Datierung 1752 Umbau 1901 | weitere Bilder | Innenansichten | 09180340   | Q1244102         |
| Altreetz              | Dorfkirche                       | Oderaue OT: Altreetz Am Dorfplatz 5 (Lage)                                                     | evangelisch      | Datierung 1828 Umbau 1992–1996 | weitere Bilder |                | 09180301   |                  |
| Alttrebbin            | Schul- und Bethaus               | Neutrebbin OT: Alttrebbin Alttrebbiner Dorfstraße 2 (Lage)                                     | profaniert       | Datierung 1820 Erweiterung 1867 | weitere Bilder |                | 09180752   |                  |
| Altwriezen            | Glockenschauer                   | Wriezen OT: Altwriezen (Lage)                                                                  | abgebrochen      | Datierung 1630 1973 abgebrochen |                |                | 09180306   |                  |
| Altwustrow            | Dorfkirche                       | Oderaue OT: Altwustrow Angerstraße (Lage)                                                      | evangelisch      | Datierung 1789 Erweiterung 1832 | weitere Bilder |                | 09180310   |                  |
| Bad Freienwalde       | Stadtpfarrkirche St. Nikolai     | Bad Freienwalde OT: Freienwalde Karl-Marx-Straße (Lage)                                        | evangelisch      | Datierung 1251/1275 Umbau 1446/1455 Umbau 1518–1522 Erweiterung 1580–1581 | weitere Bilder | Innenansichten | 09180159   | Q2321872         |
| Bad Freienwalde       | ehem. Kirche St. Georg           | Bad Freienwalde OT: Freienwalde Königstraße (Lage)                                             | profaniert       | Datierung 1696 Profanierung 1986 | weitere Bilder |                | 09180314   | Q1312416         |
| Bad Freienwalde       | Kirche Maria, Hilfe der Christen | Bad Freienwalde OT: Freienwalde Goethestraße 12 (Lage)                                         | katholisch       | Datierung 1889–1891 (Franz Peveling) Umgestaltung 1959–1961 | weitere Bilder |                | 09180920   |                  |
| Bad Freienwalde       | Neuapostolische Kirche           | Bad Freienwalde OT: Freienwalde Karl-Weise-Straße 1 (Lage)                                     | neuapostolisch   | |                |                |            |                  |
| Batzlow               | Dorfkirche                       | Märkische Höhe OT: Batzlow Batzlower Dorfstraße 2 (Lage)                                       | evangelisch      | Datierung 1301/1315 Umbau 1801/1900 Restaurierung nach 1945 | weitere Bilder |                | 09180362   |                  |
| Beiersdorf            | Dorfkirche                       | Beiersdorf-Freudenberg OT: Beiersdorf Lindenstraße (Lage)                                      | Ruine            | Datierung 1246/1255 Wiederaufbau 1662 Umbau 1667–1686 Umbau 1738 Teilzerstörung 1973 Restaurierung 1990–2010                                                                   | weitere Bilder |                | 09180363   |                  |
| Biesdorf              | Dorfkirche                       | Wriezen OT: Biesdorf Biesdorfer Dorfstraße (Lage)                                              | evangelisch      | Datierung 1301/1400 Umbau 1719 & 1823 Sanierung 2005–2008 | weitere Bilder |                | 09180368   |                  |
| Bliesdorf             | Dorfkirche                       | Bliesdorf OT: Bliesdorf Am Anger (Lage)                                                        | evangelisch      | Datierung 1881–1882 Umbau 1951 (Entwurf Gerhard Bischof) | weitere Bilder |                | 09180171   | Q1244153         |
| Bollensdorf           | Dorfkirche                       | Neuenhagen bei Berlin OT: Bollensdorf Dorfstraße 9 (Lage)                                      | evangelisch      | Datierung 1857 | weitere Bilder |                | 09180567   |                  |
| Bollersdorf           | Dorfkirche                       | Oberbarnim OT: Bollersdorf Hauptstraße 4 (Lage)                                                | evangelisch      | Datierung 1301/1400 Teilzerstörung 1630/1645 Umbau 1861 Brand 1945.05.14 Wiederaufbau 1951 Weihe 1951.10.21                                                                    | weitere Bilder |                | 09180170   | Q1244164         |
| Bralitz               | Dorfkirche                       | Bad Freienwalde OT: Bralitz (Lage)                                                             | evangelisch      | Datierung 1889–1890 (Entwurf: Ernst Milde) | weitere Bilder |                | 09180374   | Q1244166         |
| Bruchmühle            | Kapelle                          | Altlandsberg OT: Bruchmühle ()                                                                 | profaniert       | Datierung 1909 Umnutzung 1976 |                |                |            |                  |
| Brunow                | Dorfkirche                       | Heckelberg-Brunow OT: Brunow Wölsickendorfer Straße (Lage)                                     | evangelisch      | Datierung 1301/1400 Brand & Wiederaufbau 1834 | weitere Bilder | Innenansichten | 09180376   |                  |
| Buchholz              | Dorfkirche                       | Altlandsberg OT: Buchholz Wesendahler Straße (Lage)                                            | evangelisch      | Datierung 1301/1400 Datierung 1401/1500 Umbau 1801/1900 | weitere Bilder |                | 09180378   | Q51760495        |
| Buckow                | Heilig-Geist-Kapelle             | Buckow (Märkische Schweiz) OT: Buckow Lindenstraße 55 (Lage)                                   | katholisch       | | weitere Bilder |                |            |                  |
| Buckow                | Stadtpfarrkirche                 | Buckow (Märkische Schweiz) OT: Buckow Königstraße (Lage)                                       | evangelisch      | Datierung vor 1500 Brand & Wiederaufbau 1665 & 1686 Umbau 1730 Teilzerstörung & Wiederaufbau 1945                                                                              | weitere Bilder | Innenansichten | 09180380   | Q17127522        |
| Buschdorf             | Baracke                          | Zechin OT: Buschdorf Buschdorfer Straße 13 a (Lage)                                            | evangelisch      | Datierung 1958 | weitere Bilder |                | 09181298   |                  |
| Carzig                | Dorfkirche                       | Fichtenhöhe OT: Carzig Carziger Straße (Lage)                                                  | evangelisch      | Datierung 1870 ca. | weitere Bilder |                |            |                  |
| Cöthen                | Dorfkirche                       | Falkenberg (Mark) OT: Cöthen Cöthen 24 (Lage)                                                  | evangelisch      | Datierung 1830 | weitere Bilder |                | 09180425   |                  |
| Dahlwitz              | Dorfkirche                       | Hoppegarten OT: Dahlwitz Rudolf-Breitscheid-Straße 34 (Lage)                                   | evangelisch      | Umbau & Erweiterung 1732–1735 | weitere Bilder |                | 09180388   |                  |
| Dahmsdorf             | Dorfkirche                       | Müncheberg OT: Dahmsdorf Am Weiher (Lage)                                                      | evangelisch      | Datierung 1301/1400 |                |                | 09180545   |                  |
| Dannenberg/Mark       | Dorfkirche                       | Falkenberg (Mark) OT: Dannenberg/Mark Am Teich 2 (Lage)                                        | evangelisch      | Datierung 1894 Restaurierung 1950/1964 | weitere Bilder |                | 09180407   |                  |
| Diedersdorf           | Dorfkirche                       | Vierlinden OT: Diesersdorf Seestraße 2 (Lage)                                                  | evangelisch      | Datierung um 1870 Teilzerstörung 1945 Wiederaufbau & Restaurierung 1956–1957                                                                                                   | weitere Bilder |                | 09180409   |                  |
| Döbberin              | Dorfkirche                       | Zeschdorf OT: Döbberin Döbberiner Hauptstraße \| Lietzener Weg (Lage)                          | evangelisch      | Datierung 1401/1500 Umbau 1651/1700 & 1905 | weitere Bilder |                | 09181143   | Q30317388        |
| Dolgelin              | Dorfkirche                       | Lindendorf OT: Dolgelin Ernst-Thälmann-Straße (Lage)                                           | Ruine            | Datierung um 1300 Teilzerstörung um 1945 | weitere Bilder |                | 09180417   |                  |
| Eggersdorf            | Dorfkirche                       | Müncheberg OT: Eggersdorf Hauptstraße (Lage)                                                   | evangelisch      | Datierung 1301/1400 Datierung 1401/1500 Umbau 1801/1900 | weitere Bilder |                | 09180418   | Q53968314        |
| Eggersdorf            | Dorfkirche                       | Petershagen/Eggersdorf OT: Eggersdorf Mühlenstraße (Lage)                                      | evangelisch      | Datierung 1870 (Entwurf Adolf Bürckner) | weitere Bilder |                | 09180166   | Q36694745        |
| Falkenberg/Mark       | Dorfkirche                       | Falkenberg (Mark) OT: Falkenberg Eberswalder Straße (Lage)                                     | evangelisch      | Datierung 1817–1820 Teilzerstörung & Wiederaufbau 1945 | weitere Bilder |                | 09180421   |                  |
| Falkenhagen           | Dorfkirche                       | Falkenhagen (Mark) OT: Falkenhagen Schulstraße (Lage)                                          | evangelisch      | Datierung 1301/1350 Umbau 1401/1500 Umbau 1801 | weitere Bilder |                | 09180432   | Q30104557        |
| Frankenfelde          | Dorfkirche                       | Wriezen OT: Frankenfelde Dorfplatz 10 (Lage)                                                   | evangelisch      | Datierung 1246/1255 Umbau 1733 Umbau 1893 Restaurierung nach 1945 | weitere Bilder |                | 09180434   |                  |
| Fredersdorf           | Dorfkirche                       | Fredersdorf-Vogelsdorf OT: Fredersdorf Ernst-Thälmann-Straße 15 (Lage)                         | evangelisch      | Datierung 1710 | weitere Bilder |                | 09180435   |                  |
| Freudenberg           | Dorfkirche                       | Beiersdorf-Freudenberg OT: Freudenberg Dorfstraße (Lage)                                       | evangelisch      | Datierung 1892–1893 | weitere Bilder |                | 09180438   |                  |
| Friedersdorf          | Dorfkirche                       | Vierlinden OT: Friedersdorf Frankfurter Straße (Lage)                                          | evangelisch      | Datierung 1246/1255 Umbau 1702 Umbau 1854 Teilzerstörung 1945 Wiederaufbau 1945/1994                                                                                           | weitere Bilder |                | 09180441   | Q1244283         |
| Garzau                | Dorfkirche                       | Garzau-Garzin OT: Garzau Am Dorfanger 47 (Lage)                                                | evangelisch      | Datierung 1346/1355 Umbau 1701/1800 | weitere Bilder | Innenansichten | 09180443   | Q17122873        |
| Garzin                | Dorfkirche                       | Garzau-Garzin OT: Garzin Dorfstraße 39 (Lage)                                                  | evangelisch      | Datierung 1286/1315 Umbau 1801/1900 | weitere Bilder |                | 09180444   | Q1244288         |
| Gersdorf              | Dorfkirche                       | Falkenberg (Mark) OT: Gersdorf Dorfstraße (Lage)                                               | evangelisch      | Datierung 1246/1255 Wiederaufbau um 1686 Umbau 1701/1800 & 1801–1802 | weitere Bilder |                | 09180497   |                  |
| Gielsdorf             | Dorfkirche                       | Altlandsberg OT: Gielsdorf An der Kirche 4 (Lage)                                              | evangelisch      | Datierung 1226/1250 Umbau 1701/1800 Umbau 1966 | weitere Bilder |                | 09180446   | Q51606998        |
| Golzow                | Christ König                     | Golzow OT: Golzow Bahnhofsstraße 14 (Lage)                                                     | katholisch       | |                |                |            |                  |
| Gorgast               | Dorfkirche                       | Küstriner Vorland OT: Gorgast Hauptstraße (Lage)                                               | evangelisch      | Datierung 1959 | weitere Bilder |                | 09180450   | Q29564463        |
| Görlsdorf             | Dorfkirche                       | Vierlinden OT: Görlsdorf Dorfstraße (Lage)                                                     | evangelisch      | Datierung 1301/1350 Umbau 1701/1800 Teilzerstörung 1945 Wiederaufbau 1950 | weitere Bilder |                | 09180719   | Q1244348         |
| Groß Neuendorf        | Kirche                           | Letschin OT: Groß Neuendorf Parkweg 1 (Lage)                                                   | evangelisch      | Datierung 1852 (Emil Flaminius) Teilzerstörung 1945 Wiederaufbau & Teilabbruch 1950/1960                                                                                       | weitere Bilder |                | 09181418   |                  |
| Grunow                | Dorfkirche                       | Oberbarnim OT: Grunow (Lage)                                                                   | evangelisch      | Datierung 1286/1300 Restaurierung nach 1945 | weitere Bilder |                | 09180452   | Q2677248         |
| Gusow                 | altlutherische Kirche            | Gusow-Platkow OT: Gusow Alte Zuckerfabrik 6 (Lage)                                             | altlutherisch    | |                |                |            |                  |
| Gusow                 | Dorfkirche                       | Gusow-Platkow OT: Gusow Karl-Liebknecht-Platz (Lage)                                           | evangelisch      | Umbau 1666–1670 Teilzerstörung 1945 Wiederaufbau 1975/2006 |                |                | 09180235   |                  |
| Harnekop              | Dorfkirche                       | Prötzel OT: Harnekop Am Anger (Lage)                                                           | evangelisch      | Datierung 1351/1400 / 1401/1450 Umbau 1831 Restaurierung 1956–1958 | weitere Bilder |                | 09180692   |                  |
| Haselberg             | Dorfkirche                       | Wriezen OT: Haselberg Alter Biesdorfer Weg 2 (Lage)                                            | evangelisch      | Datierung 1201/1300 Brand 1633 Wiederaufbau 1695–1698 Umbau 1769 Restaurierung & Erweiterung 1824–1825 (Entwurf Christian Neubarth) Teilzerstörung 1945 Wiederaufbau 1945/1959 | weitere Bilder |                | 09180457   |                  |
| Hasenholz             | Dorfkirche                       | Buckow (Märkische Schweiz) OT: Hasenholz Dorfstraße (Lage)                                     | evangelisch      | Datierung 1251/1300 Restaurierung nach 2008 | weitere Bilder |                | 09180387   |                  |
| Heckelberg            | Dorfkirche                       | Heckelberg-Brunow OT: Heckelberg Gartenstraße 7 (Lage)                                         | evangelisch      | Datierung 1255 Brand 1911 | weitere Bilder |                | 09180461   |                  |
| Hennickendorf         | Dorfkirche                       | Rüdersdorf bei Berlin OT: Hennickendorf Kirchplatz 6 (Lage)                                    | evangelisch      | Umbau 1863 | weitere Bilder |                | 09180467   | Q17441588        |
| Hermersdorf           | Dorfkirche                       | Müncheberg OT: Hermersdorf Hermersdorfer Straße (Lage)                                         | evangelisch      | Datierung 1286/1300 Brand 1945 Umbau 1952–1954 | weitere Bilder |                | 09180471   | Q42884113        |
| Herzfelde             | Kirche Maria Hilf                | Rüdersdorf bei Berlin OT: Herzfelde Rüdersdorfer Str. 3 (Lage)                                 | katholisch       | Datierung 1934–1936 (Josef Bachem) | weitere Bilder |                | 09180148   |                  |
| Herzfelde             | Dorfkirche                       | Rüdersdorf bei Berlin OT: Herzfelde Hauptstraße 17 a – 18 (Lage)                               | evangelisch      | Datierung 1226/1250 Umbau 1846 | weitere Bilder |                | 09180474   |                  |
| Hohenjesar            | Dorfkirche                       | Zeschdorf OT: Hohenjesar Lindenstraße (Lage)                                                   | evangelisch      | Datierung 1721–1723 Teilzerstörung 1945 Wiederaufbau 1965 | weitere Bilder |                | 09180261   | Q30246036        |
| Hohensaaten           | Dorfkirche                       | Bad Freienwalde OT: Hohensaaten Dorfstraße (Lage)                                              | evangelisch      | Datierung 1858–1860 (Friedrich August Stüler) Teilzerstörung 1945 Wiederaufbau 1949–1950 Restaurierung 1968 & 1999                                                             | weitere Bilder |                | 09181004   |                  |
| Hohenstein            | Dorfkirche                       | Strausberg OT: Hohenstein Garziner Straße (Lage)                                               | evangelisch      | Datierung 1251/1300 | weitere Bilder |                | 09180477   | Q55523402        |
| Hönow                 | Dorfkirche                       | Hoppegarten OT: Hönow Dorfstraße 32 (Lage)                                                     | evangelisch      | Datierung 1201/1250 Umbau 1401/1500 & 1857 |                |                | 09180476   |                  |
| Hoppegarten           | Kirche St. Georg                 | Hoppegarten OT: Hoppegarten An der Katholischen Kirche 2 (Lage)                                | katholisch       | Datierung 1904–05 | weitere Bilder |                | 09180389   |                  |
| Hoppegarten           | Dorfkirche                       | Müncheberg OT: Hoppegarten Zum Stadtweg 10 (Lage)                                              | evangelisch      | Datierung 1714 | weitere Bilder |                | 09180479   |                  |
| Ihlow                 | Dorfkirche                       | Oberbarnim OT: Ihlow Ihlower Ring 20 (Lage)                                                    | evangelisch      | Datierung 1226/1250 | weitere Bilder |                | 09180482   |                  |
| Jahnsfelde            | Dorfkirche                       | Müncheberg OT: Jahnsfelde Schlossplatz (Lage)                                                  | evangelisch      | Datierung 1301/1400 & 1401/1500 Umbau 1851/1900 | weitere Bilder |                | 09180484   |                  |
| Kienitz               | Dorfkirche                       | Letschin OT: Kienitz Schulstraße 15 (Lage)                                                     | evangelisch      | Datierung 1831 |                |                | 09180237   |                  |
| Klosterdorf           | Dorfkirche                       | Oberbarnim OT: Klosterdorf Hohensteiner Weg 15 (Lage)                                          | evangelisch      | Datierung 1251/1300 | weitere Bilder | Innenansichten | 09180496   | Q55407944        |
| Kunersdorf            | Dorfkirche                       | Bliesdorf OT: Kunersdorf (Lage)                                                                | evangelisch      | Datierung 1950–1955 (Entwurf Curt Steinberg) | weitere Bilder |                | 09180499   | Q14906566        |
| Lebus                 | Marienkirche                     | Lebus OT: Lebus Bischofsplatz 19 (Lage)                                                        | evangelisch      | Datierung 1810 Teilzerstörung 1945 Wiederaufbau vor 1955 Umbau 1999–2002 | weitere Bilder |                | 09180501   |                  |
| Letschin              | Kirchturm                        | Letschin OT: Letschin Karl-Marx-Straße 20 (Lage)                                               | Ruine            | Datierung 1818–1819 (Entwurf: Karl Friedrich Schinkel) Restaurierung nach 1945                                                                                                 | weitere Bilder |                | 09180503   |                  |
| Leuenberg             | Dorfkirche                       | Höhenland OT: Leuenberg Berliner Straße (Lage)                                                 | evangelisch      | Datierung 1246/1255 Brand 1616/1646 Wiederaufbau 1691 Umbau 1692 Umbau 1727 Restaurierung 1889 & 1967                                                                          | weitere Bilder |                | 09180509   |                  |
| Libbenichen           | Dorfkirche                       | Lindendorf OT: Libbenichen Lindenstraße (Lage)                                                 | evangelisch      | Umbau 1736 Teilzerstörung 1945 Wiederaufbau 1950/1960 | weitere Bilder |                | 09180512   | Q30092996        |
| Lichtenow             | Dorfkirche                       | Rüdersdorf bei Berlin OT: Lichtenow Dorfstraße 90 (Lage)                                       | evangelisch      | Datierung 1486/1500 Umbau 1701/1800 | weitere Bilder | Innenansichten | 09180515   |                  |
| Lietzen               | Dorfkirche                       | Lietzen OT: Lietzen Dorfstraße (Lage)                                                          | evangelisch      | Datierung 1201/1233 Umbau 1729 Teilzerstörung 1945 Wiederaufbau 1945–1947 | weitere Bilder |                | 09180517   |                  |
| Lietzen-Nord          | Komtureikirche                   | Lietzen OT: Lietzen-Nord (Lage)                                                                | evangelisch      | Datierung 1246/1255 Umbau nach 1300 & nach 1450 & 1624 | weitere Bilder | Innenansichten | 09180518   |                  |
| Lüdersdorf            | Dorfkirche                       | Wriezen OT: Lüdersdorf Lüdersdorfer Dorfstraße (Lage)                                          | evangelisch      | Datierung 1301/1400 & 1401/1500 Umbau 1611 Erweiterung 1821 | weitere Bilder |                | 09180007   |                  |
| Malche                | Kirche                           | Bad Freienwalde OT: Malche Malche 1 (Lage)                                                     | evangelisch      | Datierung 1957 (Gerhard Bischof) | weitere Bilder |                | 09180929   |                  |
| Mallnow               | Dorfkirche                       | Lebus OT: Mallnow Mallnower Dorfstraße (Lage)                                                  | Ruine            | Datierung 1201/1300 Umbau 1793 & 1801/1900 Teilzerstörung 1945 | weitere Bilder |                | 09180526   |                  |
| Manschnow             | Dorfkirche                       | Küstriner Vorland OT: Manschnow Friedensstraße (Lage)                                          | evangelisch      | |                |                |            |                  |
| Marxdorf              | Dorfkirche                       | Vierlinden OT: Marxdorf Dorfstraße (Lage)                                                      | evangelisch      | Datierung 1246/1255 Umbau 1301/1400 / 1401/1500 & 1850 Teilzerstörung 1945 Wiederaufbau um 1950                                                                                | weitere Bilder | Innenansichten | 09180530   | Q1244505         |
| Möglin                | Dorfkirche                       | Reichenow-Möglin OT: Möglin (Lage)                                                             | evangelisch      | Umbau 1598 Umbau 1818 Teilzerstörung 1945 Wiederaufbau 1961–1962 | weitere Bilder |                | 09180531   |                  |
| Müncheberg            | Neuapostolische Kirche           | Müncheberg OT: Müncheberg Rohrstraße 12 (Lage)                                                 | neuapostolisch   | |                |                |            |                  |
| Müncheberg            | Marienkirche                     | Müncheberg OT: Müncheberg Ernst-Thälmann-Straße \| Hinterstraße (Lage)                         | evangelisch      | Datierung 1251/1300 & 1268 Umbau 1432/1476 Umbau 1826–29 (Karl Friedrich Schinkel) Teilzerstörung 1945 Wiederaufbau 1991–1997                                                  | weitere Bilder |                | 09180536   | Q47307483        |
| Müncheberg            | St. Michael                      | Müncheberg OT: Müncheberg Karl-Marx-Straße 15 (Lage)                                           | katholisch       | |                |                |            |                  |
| Münchehofe            | Dorfkirche                       | Hoppegarten OT: Münchehofe Dorfstraße 3 (Lage)                                                 | evangelisch      | Datierung 1226/1250 | weitere Bilder |                | 09180546   | Q29388250        |
| Münchehofe            | Dorfkirche                       | Müncheberg OT: Münchehofe Alte Seestraße 1 (Lage)                                              | evangelisch      | Datierung 1251/1300 | weitere Bilder |                | 09180547   | Q42757727        |
| Neubarnim             | Notkirche                        | Letschin OT: Neubarnim Dorfstraße ()                                                           | evangelisch      | Datierung 1961 |                |                |            |                  |
| Neuenhagen            | Dorfkirche                       | Bad Freienwalde OT: Neuenhagen Freienwalder Straße 11 (Lage)                                   | evangelisch      | Datierung 1902 Umbau 1953 | weitere Bilder |                | 09180928   | Q106538235       |
| Neuenhagen bei Berlin | Dorfkirche                       | Neuenhagen bei Berlin OT: Neuenhagen Carl-Schmäcke-Straße 32 (Lage)                            | evangelisch      | Datierung 1301/1400 Umbau & Erweiterung um 1500 & 1889 | weitere Bilder |                | 09180550   | Q101579147       |
| Neuentempel           | Dorfkirche                       | Vierlinden OT: Neuentempel Neuentempel 13 (Lage)                                               | evangelisch      | Datierung 1201/1250 Umbau 1701/1800 Teilzerstörung 1945 Wiederaufbau um 1950                                                                                                   | weitere Bilder |                | 09180415   |                  |
| Neuhardenberg         | Dorfkirche                       | Neuhardenberg OT: Neuhardenberg Karl-Marx-Allee 26 (Lage)                                      | evangelisch      | Brand 1801 Umbau 1804–1809 Restaurierung 1997–1999 | weitere Bilder | Innenansichten | 09180573   |                  |
| Neuküstrinchen        | Dorfkirche                       | Oderaue OT: Neuküstrinchen (Lage)                                                              | evangelisch      | Datierung 1878–1880 | weitere Bilder | Innenansichten | 09180584   |                  |
| Neulietzegöricke      | Dorfkirche                       | Neulewin OT: Neulietzegöricke (Lage)                                                           | evangelisch      | Datierung 1839–1840 Weihe 1840.10.28 | weitere Bilder | Innenansichten | 09180589   |                  |
| Neutornow             | Dorfkirche                       | Bad Freienwalde OT: Neutornow (Lage)                                                           | evangelisch      | Datierung 1769–1770 Erweiterung 1877 Brand 1929 Wiederaufbau 1929–1930 | weitere Bilder |                | 09180651   |                  |
| Neutrebbin            | Dorfkirche                       | Neutrebbin OT: Neutrebbin Hauptstraße 72 (Lage)                                                | evangelisch      | Datierung 1817 | weitere Bilder |                | 09180599   |                  |
| Niederjesar           | Dorfkirche                       | Fichtenhöhe OT: Niederjesar Gartenstraße (Lage)                                                | evangelisch      | Datierung 1859 | weitere Bilder | Innenansichten |            | Q30279342        |
| Obersdorf             | Dorfkirche                       | Müncheberg OT: Obersdorf Bahnhofstraße 22 (Lage)                                               | evangelisch      | Datierung 1251/1300 Teilzerstörung 1945 Wiederaufbau 1950/1970 | weitere Bilder | Innenansichten | 09180006   | Q42788784        |
| Petershagen           | Kirche St. Hubertus              | Petershagen/Eggersdorf OT: Petershagen Elbestraße 46 – 47 (Lage)                               | katholisch       | Datierung 1933–1934 (Josef Bachem) | weitere Bilder |                | 09180606   |                  |
| Petershagen           | Dorfkirche                       | Petershagen/Eggersdorf OT: Petershagen Dorfstraße (Lage)                                       | evangelisch      | Datierung 1909–1910 (Entwurf: Ludwig von Tiedemann) Sanierung 2002 | weitere Bilder |                | 09180262   |                  |
| Petershagen           | Dorfkirche                       | Zeschdorf OT: Petershagen Hinterstraße (Lage)                                                  | evangelisch      | Datierung 1201/1250 Restaurierung 2008–2009 | weitere Bilder |                | 09180604   |                  |
| Podelzig              | Dorfkirche                       | Podelzig OT: Podelzig (Lage)                                                                   | Ruine            | Datierung um 1430 Umbau 1588 Wiederaufbau 1662 Umbau um 1900 Teilzerstörung 1945 Teilabbruch 1955 Umbau 2002–2005                                                              | weitere Bilder |                | 09180816   |                  |
| Prädikow              | Dorfkirche                       | Prötzel OT: Prädikow Dorfstraße (Lage)                                                         | evangelisch      | Datierung 1286/1300 / 1301/1315 Umbau 1801/1900 Teilzerstörung 1945 Wiederaufbau vor 1959                                                                                      | weitere Bilder | Innenansichten | 09180624   |                  |
| Pritzhagen            | Dorfkirche                       | Oberbarnim OT: Pritzhagen Lindenstraße (Lage)                                                  | evangelisch      | Datierung 1301/1400 / 1401/1500 Umbau 1801/1900 Umbau nach 1945 | weitere Bilder |                | 09180371   | Q1244635         |
| Prötzel               | Dorfkirche                       | Prötzel OT: Prötzel Strausberger Straße 15 a (Lage)                                            | evangelisch      | Datierung 1375 Brand 1660 Umbau 1697–1698 & 1785/1786 & 1864 & 1929 & 1953/1965 Umbau 1712 Teilzerstörung 1944/1945                                                            | weitere Bilder |                | 09180617   | Q101579245       |
| Rathstock             | Dorfkirche                       | Alt Tucheband OT: Rathstock (Lage)                                                             | Ruine            | | weitere Bilder |                |            |                  |
| Rehfelde              | Dorfkirche                       | Rehfelde OT: Rehfelde Dorfstraße 15 (Lage)                                                     | evangelisch      | Datierung 1251/1300 Umbau um 1720 Restaurierung 1954 | weitere Bilder |                | 09180630   | Q20019117        |
| Reichenberg           | Dorfkirche                       | Märkische Höhe OT: Reichenberg Reichenberger Hauptstraße 21 (Lage)                             | evangelisch      | Datierung 1301/1400 & 1401/1500 Teilzerstörung 1945 Wiederaufbau nach 1945 |                |                | 09180631   | Q108388484       |
| Reichenow             | Dorfkirche                       | Reichenow-Möglin OT: Reichenow Dorfstraße 7 (Lage)                                             | evangelisch      | Datierung 1246/1255 | weitere Bilder |                | 09180633   | Q101849087       |
| Reitwein              | Dorfkirche                       | Reitwein OT: Reitwein (Lage)                                                                   | Ruine            | Datierung 1855–1858 (Entwurf Friedrich August Stüler) Teilzerstörung 1945 | weitere Bilder |                | 09180635   | Q1244647         |
| Ringenwalde           | Dorfkirche                       | Märkische Höhe OT: Ringenwalde Ringstraße (Lage)                                               | evangelisch      | Datierung 1201/1250 | weitere Bilder |                | 09180637   |                  |
| Rüdersdorf            | Neuapostolische Kirche           | Rüdersdorf bei Berlin OT: Rüdersdorf Rudolf-Breitscheid-Str. 75 (Lage)                         | neuapostolisch   | |                |                |            |                  |
| Rüdersdorf            | Kalkberger Kirche                | Rüdersdorf bei Berlin OT: Rüdersdorf Hans-Striegelski-Straße, Straße der Jugend (Lage)         | evangelisch      | Datierung 1869–1871 (Friedrich August Stüler) Umgestaltung 1951/1960 Restaurierung 1993                                                                                        | weitere Bilder |                | 09180855   |                  |
| Rüdersdorf            | Heilige Familie                  | Rüdersdorf bei Berlin OT: Rüdersdorf Ernst-Thälmann-Straße 73 (Lage)                           | katholisch       | Datierung 1905 (Engelbert Seibertz) Restaurierung & Umgestaltung 1965 | weitere Bilder |                | 09180926   | Q101850839       |
| Rüdersdorf bei Berlin | Dorfkirche                       | Rüdersdorf bei Berlin OT: Alt-Rüdersdorf Karl-Liebknecht-Straße \| Fürstenwalder Straße (Lage) | evangelisch      | Datierung 1201/1251 Umbau & Erweiterung 1718 & 1790 Umbau 1914 | weitere Bilder |                | 09180797   | Q53889470        |
| Ruhlsdorf             | Dorfkirche                       | Strausberg OT: Ruhlsdorf Alt-Ruhlsdorf (Lage)                                                  | evangelisch      | Datierung 1401/1500 Umbau 1701 Restaurierung 2009 | weitere Bilder |                | 09180180   |                  |
| Sachsendorf           | Dorfkirche                       | Lindendorf OT: Sachsendorf Rudolf-Breitscheid-Straße 83 (Lage)                                 | evangelisch      | Datierung 1514–1519 Teilzerstörung 1945 | weitere Bilder |                | 09180646   |                  |
| Schönfließ            | Dorfkirche                       | Lebus OT: Schönfließ Dorfstraße (Lage)                                                         | Ruine            | Datierung 1878 Teilzerstörung 1945 | weitere Bilder |                | 09180856   |                  |
| Schulzendorf          | Dorfkirche                       | Wriezen OT: Schulzendorf Dorfstraße (Lage)                                                     | evangelisch      | Datierung 1246/1255 | weitere Bilder |                | 09180654   |                  |
| Seeberg               | Dorfkirche                       | Altlandsberg OT: Seeberg Seeberger Straße 5 (Lage)                                             | evangelisch      | Datierung 1201/1300 Erweiterung 1896 | weitere Bilder |                | 09180298   | Q101849189       |
| Seelow                | Stadtkirche                      | Seelow OT: Seelow Puschkinplatz (Lage)                                                         | evangelisch      | Datierung 1830–1832 (Eduard Jobst Siedler) Teilzerstörung 1945 Wiederaufbau nach 1956 & 1990                                                                                   | weitere Bilder | Innenansichten | 09180656   |                  |
| Sietzing              | Dorfkirche                       | Letschin OT: Sietzing Sietzinger Dorfstraße (Lage)                                             | evangelisch      | Datierung 1803 | weitere Bilder |                | 09180667   |                  |
| Sophienthal           | Dorfkirche                       | Letschin OT: Sophienthal Oderstraße 43–50 (Lage)                                               | evangelisch      | Datierung 2006 | weitere Bilder |                |            |                  |
| Steinbeck             | Dorfkirche                       | Höhenland OT: Steinbeck Dorfstraße 27 (Lage)                                                   | evangelisch      | Datierung 1899–1900 | weitere Bilder | Innenansichten | 09180690   | Q101849207       |
| Sternebeck            | Dorfkirche                       | Prötzel OT: Sternebeck Sternebecker Dorfstraße (Lage)                                          | evangelisch      | Weihe 1710 Umbau & Restaurierung um 1790 & 1951 | weitere Bilder |                | 09180694   |                  |
| Strausberg            | Neuapostolische Kirche           | Strausberg OT: Strausberg Tolstoistraße 10 (Lage)                                              | neuapostolisch   | |                |                |            |                  |
| Strausberg            | Marienkirche                     | Strausberg OT: Strausberg Predigerstraße 2 (Lage)                                              | evangelisch      | Datierung 1246/1255 Umbau 1446/1455 Teilzerstörung 1432 Umbau 1524 & 1851/1900 Erweiterung 1815 Restaurierung 1990–1995                                                        | weitere Bilder |                | 09180669   | Q1897865         |
| Strausberg            | St.-Josef-Kirche                 | Strausberg OT: Strausberg Weinbergstraße 13 (Lage)                                             | katholisch       | Datierung 1928 (Carl Kühn) | weitere Bilder |                | 09180688   | Q29053081        |
| Trebnitz              | Neuapostolische Kirche           | Müncheberg OT: Trebnitz Woriner Weg 6 (Lage)                                                   | neuapostolisch   | |                |                |            |                  |
| Trebnitz              | Dorfkirche                       | Müncheberg OT: Trebnitz Dorfstraße (Lage)                                                      | evangelisch      | Datierung 1864–1865 | weitere Bilder |                | 09180696   | Q43054360        |
| Treplin               | Dorfkirche                       | Treplin OT: Treplin Lindenstraße (Lage)                                                        | evangelisch      | Datierung 1873–1875 Teilzerstörung 1945 | weitere Bilder |                | 09180699   |                  |
| Vogelsdorf            | Dorfkirche                       | Fredersdorf-Vogelsdorf OT: Vogelsdorf Dorfstraße (Lage)                                        | evangelisch      | Datierung 1714 Umbau 1937–1939 | weitere Bilder |                | 09180702   |                  |
| Wegendorf             | Dorfkirche                       | Altlandsberg OT: Wegendorf Schulstraße (Lage)                                                  | evangelisch      | Datierung 1246/1255 Umbau & Erweiterung 1801/1900 | weitere Bilder |                | 09180708   |                  |
| Werder                | Dorfkirche                       | Rehfelde OT: Werder Alt Werder 3 (Lage)                                                        | evangelisch      | Datierung 1251/1300 Umbau 1841 | weitere Bilder |                | 09180709   | Q17122878        |
| Wesendahl             | Dorfkirche                       | Altlandsberg OT: Wesendahl Dorfstraße 5 (Lage)                                                 | evangelisch      | Datierung 1301/1400 Teilzerstörung 1945 Wiederaufbau & Restaurierung 2001/2010                                                                                                 | weitere Bilder |                | 09180710   | Q54643618        |
| Wilhelmsaue           | Dorfkirche                       | Letschin OT: Wilhelmsaue Wilhelmsauer Dorfstraße (Lage)                                        | evangelisch      | Datierung 1820 Umbau 1956–1957 | weitere Bilder |                | 09180506   |                  |
| Wilkendorf            | Dorfkirche                       | Altlandsberg OT: Wilkendorf Prötzeler Straße 13 (Lage)                                         | evangelisch      | Umbau 1801/1900 | weitere Bilder |                | 09180445   |                  |
| Wollenberg            | Dorfkirche                       | Höhenland OT: Wollenberg Dorfstraße 12b (Lage)                                                 | evangelisch      | Datierung 1246/1255 Umbau 1790 Umbau 1801/1900 | weitere Bilder |                | 09180714   | Q101849330       |
| Wölsickendorf         | Dorfkirche                       | Höhenland OT: Wölsickendorf Dannenbergstraße (Lage)                                            | evangelisch      | Datierung 1246/1255 | weitere Bilder |                | 09180712   | Q106576514       |
| Worin                 | Dorfkirche                       | Vierlinden OT: Worin Alte Straße (Lage)                                                        | evangelisch      | Datierung 1401/1500 Umbau 1701/1800 | weitere Bilder |                | 09180715   |                  |
| Wriezen               | Bethaus                          | Wriezen OT: Wriezen Mauerstraße 22 (Lage)                                                      | altlutherisch    | |                |                |            |                  |
| Wriezen               | Marienkirche                     | Wriezen OT: Wriezen Markt (Lage)                                                               | evangelisch      | Datierung 1251/1300 Umbau & Erweiterung 1480/1520 Teilzerstörung 1945 Wiederaufbau 1950–1951 (Gerhard Bischof) Restaurierung 1994–1998 & nach 2010                             | weitere Bilder |                | 09180722   | Q1561594         |
| Wriezen               | St. Laurentius                   | Wriezen OT: Wriezen Freienwalder Straße 40 (Lage)                                              | katholisch       | Datierung 1912–1913 (Theodor Sohms) | weitere Bilder |                | 09180726   | Q2320195         |
| Wulkow                | Dorfkirche                       | Lebus OT: Wulkow Walnussweg (Lage)                                                             | evangelisch      | Datierung 1687 Restaurierung nach 2012 | weitere Bilder |                | 09180739   | Q101579159       |
| Wulkow                | Dorfkirche                       | Neuhardenberg OT: Wulkow Hauptstraße 40 (Lage)                                                 | evangelisch      | Umbau 1874 | weitere Bilder |                | 09180742   | Q43131798        |
| Wuschewier            | Schul- und Bethaus               | Neutrebbin OT: Wuschewier Dorfstraße 16 (Lage)                                                 | evangelisch      | Datierung 1764 Erweiterung 1792 Erweiterung 1855 Teilabbruch 1907 Restaurierung 1997–1998                                                                                      | weitere Bilder |                | 09180744   |                  |
| Zinndorf              | Dorfkirche St. Annen             | Rehfelde OT: Zinndorf Hinterstraße (Lage)                                                      | evangelisch      | Datierung 1246/1255 Umbau 1301/1400 / 1401/1500 Umbau & Umgestaltung 1908–1909                                                                                                 | weitere Bilder |                | 09180748   | Q1525315         |